# Троїцька церква (Камбарка)
Свя́то-Тро́їцька це́рква (Свято-Троїцька старообрядницька церква) — церква в місті Камбарка Камбарського району Удмуртії, Росія.
Фундамент церкви закладено 1908 року. Будівництво здійснювалося коштом жителя селища Василя Колотова та парафіян. Освячення відбулося 17 липня 1911 року в ім'я Святої Живоначальної Трійці, обряд провів єпископ Пермський і Тобольський Антоній. 
Церква була закрита згідно з указом Президії Верховної Ради Удмуртської АРСР від 29 червня 1939 року. Будівля пристосована під млин.

## Фотогалерея

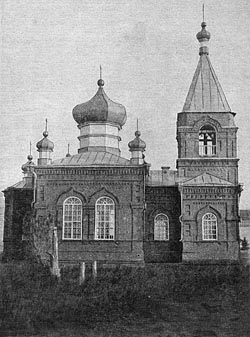
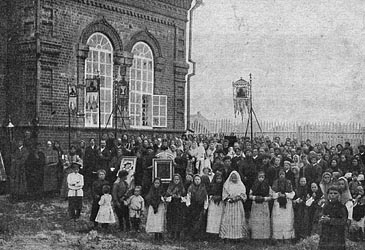